# Nouvelle Gauche (Pologne)
Pour les articles homonymes, voir Nouvelle Gauche.
La Nouvelle Gauche (en polonais : Nowa Lewica) est un parti politique polonais de centre-gauche, fondé le 9 octobre 2021 par la fusion de l'Alliance de la gauche démocratique et de Printemps. C'est un parti social-démocrate, social-libéral, anticlérical, féministe et écologiste. Le parti est affilié au Parti socialiste européen et à l'Alliance progressiste des socialistes et démocrates au Parlement européen.

## Histoire

### Élections parlementaires de 2023
Le 27 février 2023, Nouvelle Gauche, La Gauche ensemble (Razem), le Parti socialiste polonais (PPS) et l'Union du travail (UP) s'accordent pour se présenter unis aux élections parlementaires d'octobre 2023 au sein d'une même liste électorale "Lewica" (La Gauche).

## Résultats électoraux

### Présidence de la République
| Année | Candidat         | 1er tour | 1er tour | 1er tour | 2e tour | 2e tour | 2e tour |
| Année | Candidat         | Voix     | %        | Rang     | Voix    | %       | Issue   |
| ----- | ---------------- | -------- | -------- | -------- | ------- | ------- | ------- |
| 2025  | Magdalena Biejat |          | -        | -        |         | -       | -       |

### Élections parlementaires
| Année | Diète     | Diète | Diète    | Diète    | Sénat     | Sénat | Sénat     | Sénat    | Gouvernement                              |
| Année | Voix      | %     | Députés  | Position | Voix      | %     | Sénateurs | Position | Gouvernement                              |
| ----- | --------- | ----- | -------- | -------- | --------- | ----- | --------- | -------- | ----------------------------------------- |
| 2023  | 1 859 018 | 8,61  | 19 / 460 | 4e       | 1 131 639 | 5,29  | 7 / 100   | 4e       | Opposition (2023), Tusk III (depuis 2023) |